# Yxandi
Yxandi (Sandi, Ysandi), bila je banda Indijanaca koja se spominje tek 1730-ih godina u središnjem dijelu zapadnog Teksasa. Za njih se drži da su bili dijelom plemena koje se danas poznaje kao Lipan Apači. 

## Vanjske poveznice
- Yxandi Indians